# Граница. Таёжный роман
«Грани́ца. Таёжный рома́н» — российский восьмисерийный мелодраматический телесериал о перипетиях отношений советских семей военнослужащих, снятый режиссёром Александром Миттой. Премьера состоялась 13 декабря 2000 года на телеканале «ОРТ».
В 2002 году телесериал был удостоен Государственной премии Российской Федерации. На основе телесериала создан полнометражный фильм «Таёжный роман», из которого выпали некоторые эпизоды.

## Сюжет
1970 год. Советский Дальний Восток, военный гарнизон, расположенный в таёжном городке на границе с Китаем.
Офицер Советской армии Никита Голощёкин (Алексей Гуськов) помогает переправлять пакеты с наркотическими веществами внутри свежей рыбы и лягушек через советско-китайскую границу.
На военных учениях в результате несчастного случая пострадал молодой офицер Иван Столбов (Марат Башаров). Ухаживавшая за ним начальник медсанчасти Марина (Ольга Будина), жена Голощёкина, влюбляется в молодого парня, что становится причиной возникновения «любовного треугольника».
Долгое время Иван и Марина скрывают свои отношения, но в маленьком городке рано или поздно всё становится известным. Марина беременеет. Понимая что ребёнок не от него, Никита решается на убийство Столбова, параллельно втягивая в контрабандный бизнес своего сослуживца ― весёлого, но слабовольного старшего лейтенанта Жгута, картёжника и пьяницу. Предприняв несколько попыток — утопить в болоте, застрелить, сжечь в бане — Голощёкин всё-таки не может уничтожить своего соперника, а Жгута вытаскивает из подстроенной ему долговой ямы его жена Галина благодаря своим навыкам игры в карты.
В это же время Альбина влюбляется в приехавшего в гарнизон на гастроли известного певца Глинского и сбегает с ним от мужа. Из-за козней Никиты счастье этой пары оказывается под угрозой, но в конце концов Альбина и Глинский остаются вместе.

## Главные роли
- Алексей Гуськов — Никита Голощёкин, капитан, один из лучших офицеров полка и, вместе с тем, — контрабандист.
- Марат Башаров — Иван Столбов, лейтенант, пылкий и страстный романтик
- Ольга Будина — Марина Андреевна, жена Никиты, врач гарнизонной медсанчасти
- Елена Панова — Галина Жгут, сильная, решительная женщина, подруга Марины и Альбины
- Михаил Ефремов — Алексей Жгут, старший лейтенант, пьющий, слабохарактерный, азартный человек, друг Ивана
- Рената Литвинова — Альбина Ворон, утончённая женщина с дворянскими корнями, подруга Гали и Марины
- Андрей Панин — Вячеслав Ворон, майор, сотрудник особого отдела, муж Альбины
- Владимир Симонов — Вадим Глинский, певец, в прошлом «звезда» эстрады

## В остальных ролях
- Александр Карпиловский — рядовой Николай Васютин
- Алексей Усольцев — сержант Братеев
- Алексей Алексеев — рядовой Стёпочкин
- Геннадий Соловьёв — рядовой Рыжеев
- Саид Дашук-Нигматулин — рядовой Умаров
- Алексей Панин — рядовой Николай Жигулин
- Михаил Жигалов — полковник Степан Ильич Борзов, командир полка и начальник гарнизона
- Галина Польских — Мария Борзова, жена командира полка
- Александр Семчев — майор Сердюк, замполит полка
- Татьяна Окуневская — Татьяна Львовна, бабушка Альбины
- Алексей Жарков — «Папа», контрабандист
- Олег Непомнящий — Семён Керзон, администратор певца Глинского
- Александра Назарова — Анна Павловна, санитарка
- Алексей Моисеев — рядовой
- Денис Никифоров — рядовой
- Тимур Бадалбейли — сержант Казарян
- Владимир Епифанцев — беглый уголовник
- Владимир Вдовиченков — патрульный
- Дмитрий Ульянов — офицер
- Александр Баширов — цирковой клоун
- Сергей Баталов — железнодорожник на станции
- Александр Робак — пассажир поезда, выдававший себя за «охранника» Галины
- Александр Митта — пассажир поезда, проигравшийся в карты
- Елена Валюшкина — жена проигравшегося в поезде пассажира
- Александр Дубина — офицер, доставивший тело отца Галины
- Владимир Епископосян — «катала» в поезде
- Евгений Восточный — «катала» в поезде
- Руслан Хабибуллов — бандит в поезде
- Константин Кищук — бандит в поезде
- Александр Наумов — бандит в поезде
- Сергей Фёдоров — эпизод

## Саундтрек
- Сергей Мазаев — песня «Я тебя никому не отдам».
- Геннадий Трофимов — песня «Лесные пожары».
- Игорь Матвиенко — песня «Ты неси меня, река» («Краса»); в оригинале песню исполняет группа «Любэ», автором текста выступил режиссёр А. Митта.
- Геннадий Трофимов — песня «Волной любви».
- Трио девушек «Осенний лес» из оперетты Тихона Хренникова «Сто чертей и одна девушка» в исполнении Веры Борисовой, Елены Зотовой-Крафт и Надежды Соловьёвой.

В 2002 году был издан альбом «Саундтрек к фильму „Граница. Таёжный роман“» (Audio CD, «Real Records»).